# Gilbert von Neuffontaines
Gilbert von Neuffontaines (französisch Gilbert de Neuffonts; * um 1076 in der Auvergne; † 6. Juni 1152 in Neuffontaines, Frankreich) war ein französischer Ritter und Heerführer, Klostergründer und römisch-katholischer Heiliger.
Er entstammte einer adligen Familie aus der Auvergne und wurde am Hof der französischen Könige Ludwig VI. und Ludwig VII. erzogen.
Er war mit einer Adligen namens Petronella verheiratet. Mit ihr hatte er eine Tochter namens Pontia (Ponce).
Unter Ludwig VII. nahm er 1147 auch am Zweiten Kreuzzug teil. In dem Verlauf des Kreuzzuges avancierte Gilbert zu einem der Führer der Armee. Nach seiner Rückkehr 1148 fasste er, enttäuscht vom verlustreichen Scheitern des Kreuzzuges, für das er das sündhafte Verhalten der Kreuzfahrer verantwortlich machte, den Entschluss, sich vom weltlichen Leben abzuwenden. Um 1150 veräußerte er seinen weltlichen Besitz und stiftete vom Erlös zwei Klöster: Das Prämonstratenser-Frauenkloster Aubeterre, in dem seine Gemahlin Petronella und nach deren Tod seine Tochter Pontia die ersten Vorsteherinnen wurden, und ein Herrenstift in Neuffontaines mit angeschlossenem Armenhospital, das er mit Kanonikern aus der Prämonstratenser-Abtei Notre-Dame de Dilo bevölkern ließ, die ihn zu ihrem ersten Abt wählten. 
Er starb schon 1152 und wurde auf dem Friedhof des von ihm gegründeten Hospitals beigesetzt. Schon damals wurde ihm Heiligkeit nachgesagt, der Überlieferung nach, habe er mit seinen Tränen heilen können. Der dritte Prior von Neuffontaines ließ seine Gebeine später in die Klosterkirche umbetten. 1725 wurde Gilbert durch Papst Benedikt XIII. heiliggesprochen. Sein Gedenktag ist der 24. Oktober.